# Drysdal·lita
La drysdal·lita és un mineral de la classe dels sulfurs, que pertany al grup de la molibdenita. Va ser anomenada en honor d'Alan Roy Drysdall, geòleg i director del Servei Geològic de Zàmbia.

## Característiques
La drysdal·lita és químicament selenur de molibdè (IV) amb fórmula química MoSe₂. Cristal·litza en el sistema hexagonal. Els seus cristall tenen forma de piràmides escarpades que mesuren fins a 0,5 mm, incrustades en altres minerals. La seva duresa a l'escala de Mohs és 2.
Segons la classificació de Nickel-Strunz, la drysdal·lita pertany a «02.EA: Sulfurs metàl·lics, M:S = 1:2, amb Cu, Ag, Au», juntament amb els minerals següents: molibdenita, silvanita, calaverita, kostovita, krennerita, berndtita, kitkaita, melonita, merenskyita, moncheita, shuangfengita, sudovikovita, verbeekita, jordisita i tungstenita.

## Jaciments
La drysdal·lita va ser descoberta a Kampijimpanga, a Solwezi (Província del Nord-Oest, Zàmbia) en la zona d'oxidació d'un dipòsit d'urani en in esquist de talc. També ha estat descrita al dipòsit de seleni de Yutangba, a Enshi (Hubei, Xina).